# Here Come the Brides
Here Come the Brides è l'album di debutto del gruppo Brides of Destruction, uscito nel 2004 per l'etichetta discografica Sanctuary Records.

## Tracce
1. Shut the Fuck Up - 3:27
2. I Don't Care - 3:24
3. I Got a Gun - 2:23
4. 2x Dead - 5:38
5. Brace Yourself - 4:07
6. Natural Born Killers - 2:39
7. Life - 3:32
8. Revolution - 2:09
9. Only Get So Far - 3:35
10. Here Comes the Summer (Bonus Track)
11. Seven Deadly Sins (Bonus Track) - 4:22

## Formazione
- London LeGrand - voce
- Tracii Guns - chitarra
- Scot Coogan - batteria e voce addizionale
- Nikki Sixx - basso
- John Corabi - chitarra